# Asociación para la Autorregulación de la Comunicación Comercial
La Asociación para la Autorregulación de las Comunicaciones Comerciales (Autocontrol) es una entidad creada por la propia industria publicitaria en 1995, cuyo objetivo es el desarrollo de un sistema de autorregulación de la publicidad en España que fomente una publicidad responsable que sea veraz, legal, honesta y leal. Esta Asociación es la encargada de gestionar la aplicación y control de los códigos de conducta de las comunicaciones comerciales. El Código de Conducta Publicitaria y los mecanismos para su aplicación (resolución de reclamaciones por el Jurado de la Publicidad y el asesoramiento preventivo) son los elementos claves de su actividad. Cuenta con alrededor de 600 socios directos (anunciantes, agencias y medios de comunicación) y 3.500 indirectos, y que de forma voluntaria se han adherido a los códigos de conducta general y sectoriales que aplica.

## Historia
La creación de Autocontrol se produjo en España en 1995, constituida en aquel año bajo la denominación de "Asociación Autocontrol de la Publicidad". Hubo dos entidades previas a la creación de Autocontrol que sirvieron para introducir el sistema de autorregulación publicitaria en España: Autocontrol de la Publicidad S.A se creó en 1977 y en 1993 se transformó en Autocontrol de la Publicidad S.L., acordándose su disolución en 1995. El 11 de mayo de 1995 se acuerda la constitución de la “Asociación Autocontrol de la Publicidad” (AAP) a iniciativa, principalmente, de la Asociación Española de Anunciantes (aea) y la Asociación Española de Agencias de la Publicidad (hoy Asociación de Creatividad Transformadora). En 2001, pasaría a denominarse tal y como hoy la conocemos: “Autocontrol. Asociación para la autorregulación de la comunicación comercial”. 
En 1995 la Sociedad de Autocontrol de la Publicidad surgía con el objetivo de fomentar una actividad publicitaria responsable que mereciera la confianza del consumidor. La evolución de Autocontrol ha ido en paralelo al reconocimiento de la autorregulación publicitaria. Las primeras referencias a la autorregulación publicitaria en normas legales son anteriores a la creación de Autocontrol y datan de los años 80, como la Directiva sobre Publicidad Engañosa de 1984 en Europa y la Ley General de Publicidad de 1988 en España. Posteriormente, en la década de los 90, se consolidó el reconocimiento de la autorregulación publicitaria y su eficacia en normas comunitarias y nacionales, y en 2002 la estrategia Better regulation puesta en marcha por la Comisión Europea hacía referencia a la autorregulación como una de las posibles herramientas regulatorias a considerar por los legisladores. En estos años, el reconocimiento y fomento legal se extendió, además, a la corregulación, entendida como una autorregulación pactada, reconocida o regulada por las autoridades. En 2009 tuvo especial relevancia la modificación de la Ley de Competencia Desleal de 1991, cuyo artículo 37 reconoce y fomenta expresamente los códigos de conducta, los sistemas de autocontrol previo (como el Copy Advice de Autocontrol) y los sistemas extrajudiciales de resolución de controversias (como el Jurado de la Publicidad). 
Desde su creación, Autocontrol ha acompañado a las empresas en la elaboración de sus códigos sectoriales para que se adecuen a la legislación vigente. Una vez aprobados por el sector y, en su caso, por la Administración Pública competente, Autocontrol se encarga de aplicarlos. Los dos últimos Códigos de Conducta aprobados y publicados en 2020 son el Código sobre el uso de influencers en la publicidad y el Código de Conducta sobre el tratamiento de datos de la actividad publicitaria.
Actualmente, el equipo de Autocontrol está formado por profesionales especializados en normativa publicitaria, financiera, de protección de datos y en innovación digital.

## Estructura
- Asamblea general: Es constituida por la totalidad de los asociados y presidida por el presidente de la asociación. Es el elemento encargado de elegir a la Junta directiva.

- Junta Directiva: Puede estar integrada por hasta dieciocho personas pueden corresponder a los anunciantes, hasta ocho representando a los asociados colectivos, hasta seis personas representando a las agencias de publicidad y también hasta seis personas representando a los medios de comunicación. Además, la Junta Directiva es la encargada de designar al Comité Ejecutivo compuesto por el presidente de la Asociación, los cuatro vicepresidentes, el tesorero y cuatro vocales, junto al director general de Autocontrol .

- Comité Ejecutivo: El comité está encargado de diferentes misiones. Aprueba y dirige los programas y planes de actuación de la asociación, ejecuta los acuerdos de la Asamblea General, resuelve los recursos sobre la admisión de nuevos asociados, aprueba el presupuesto y las cuotas anuales u ordinarias de la asociación, elabora la memoria anual, elaborar los balances y liquidación de sus cuentas para su aprobación por la Asamblea General, asume las funciones disciplinarias que le reservan en los estatutos, designa y renueva los miembros del Comité Ejecutivo y la atribución de competencias al mismo, se encarga del nombramiento y cese del director general, la suscripción de convenios con los organismos de la Administración, la suscripción de convenios con otras entidades, y nombra y, en su caso, renueva en su cargo al presidente del Jurado de la Publicidad y sus miembros.
- Comisión de Asuntos Disciplinarios: Esta comisión forma parte del Comité Ejecutivo, la competencia para decidir acerca de la incoación de expediente sancionador, de oficio o previa denuncia de cualquier persona con interés legítimo.
- Presidente: Ejecuta los acuerdos de la Junta. Representa a la Asociación y otorga poderes. Mantiene relación con los organismos públicos o trivados. Dirige los debates, establece el orden de las reuniones, vela por el prestigio y buen nombre de la asociación. Fija el orden del día de las reuniones de la Asamblea General de la Junta Directiva. Revisarlas actas y certificaciones de las reuniones.
- Director General: La gestión económica de la Asociación. Presentar a la Asamblea General el balance de pérdidas y ganancias. Colaborar con el presidente de la junta directiva en la elaboración de la memoria anual. Pecibir de los asociados las cuotas y demás recursos económicos. La dirección del Gabinete Técnico (Copyadvice o consulta previa) de la Asociación; contratar y despedir al personal. Analizar y propoiner acciones concretas; concretar las estrategias. Convocar las reuniones de los órganos de autocontrol. Actuar como secretario en las reuniones levantando acta y realizar el seguimiento de los convenios escritos

- Jurado de la Publicidad: Es el órgano independiente que se encarga de resolver reclamaciones a través de códigos deontológicos. El jurado lo designa la Junta Directiva y el Instituto Nacional de Consumo. Además es el encargado de pronunciarse sobre las comunicaciones comerciales en Confianza Online.

## Actividad

### Códigos de Conducta
Autocontrol asesora a las empresas en la elaboración de los códigos de conducta. 
- Código de Conducta Publicitaria: basado en el Código Internacional de Prácticas Publicitarias de la Cámara Internacional de Comercio (ICC International Code of Advertising Practice) y en sus principios básicos de veracidad, legalidad, honestidad y lealtad de las comunicaciones comerciales.[2]
- Códigos de Conducta sectoriales: elaborados en colaboración con la industria publicitaria.

### Asesoramiento previo
AUTOCONTROL ofrece a las empresas distintos servicios que les ayudan con el cumplimiento normativo:
- Copy Advice: consiste en la revisión jurídica de las campañas publicitarias que voluntariamente remiten anunciantes, agencias o medios antes de su difusión.
- Cookie Advice, Data Advice y Web Advice: sobre el cumplimiento de las obligaciones legales en materia de protección de datos y privacidad.

### Jurado de la Publicidad
Su función es resolver reclamaciones sobre publicidad ya difundida presentadas por consumidores, empresas o la Administración, y en los últimos años se ha consolidado como el sistema preferente para la resolución de reclamaciones publicitarias en España. Cualquier persona que tenga interés legítimo puede interponer una reclamación en relación con una determinada comunicación comercial.
Es un órgano de actividad independiente de los órganos directivos de Autocontrol y está formado por expertos independientes de reconocido prestigio personal y profesional, así como de indiscutible imparcialidad. Ha sido la primera entidad privada acreditada como entidad de resolución alternativa de litigios por el Gobierno. Con este reconocimiento pasó a formar parte del listado unificado de entidades acreditadas de la Comisión Europea Archivado el 1 de noviembre de 2020 en Wayback Machine., y de la plataforma de resolución de litigios en línea establecida por la Unión Europea.